# Bussnang
Bussnang is een gemeente en plaats in het Zwitserse kanton Thurgau, en maakt deel uit van het district Weinfelden.
Bussnang telt 1979 inwoners.